# Vrijboord

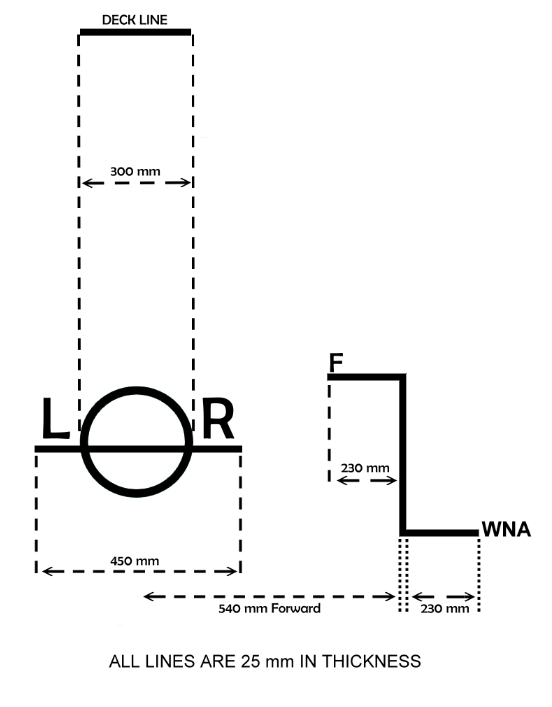
Vrijboord is de afstand van de bovenkant van de deklijn tot de bovenkant van de van toepassing zijnde lijn van het uitwateringsmerk.

Het vrijboord is de verticale afstand tussen de waterlijn en het vrijboorddek of meetdek — het dek waar het water het schip in kan lopen. Het is van belang bij de veiligheid van schepen; er moet bij een schip altijd voldoende vrijboord overblijven om veilig te kunnen varen. Op het binnenwater volstaat een kleiner vrijboord dan op zee, aangezien de golven en de bewegingen van een schip op zee groter zijn.  
In de zeevaart is vrijboord de afstand van de bovenkant van de deklijn tot de bovenkant van de van toepassing zijnde lijn van het uitwateringsmerk. De deklijn bevindt zich vaak op enige afstand onder het hoogst, doorlopende dek dat waterdicht kan worden afgesloten.
Formeel wordt in de binnenvaart met dit begrip de afstand aangegeven tussen het vlak van de grootste inzinking en het daaraan evenwijdige vlak door het laagste punt van het gangboord of, bij ontbreken van een gangboord, het laagste punt van het vaste boord.